# سمبار شيباك

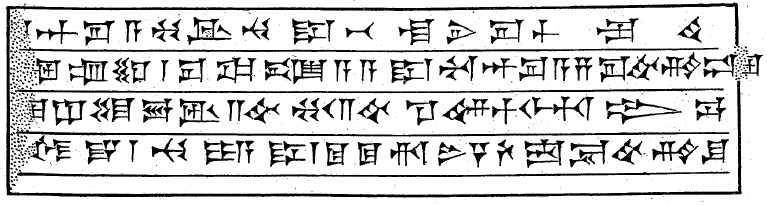
جزء من نقش خاص بسمبار سيباك

سيمبار-شيبك، أو ربما سيمبار-شيخو، (يُكتب عادةً سيم-بار-سي-إي-خو أو سي-إم-بار-شي-خو بالخط المسماري، حيث أن قراءة الرمز الأخير غير مؤكدة) كان ملكًا بابليًا حكم حوالي ١٠٢١-١٠٠٤ قبل الميلاد.
يعني اسمه "سليل (إله القمر الكاشي) شيباك". أسس سلالة سيلاند الثانية ، وهي السلالة الخامسة في بابل. نفذ برنامجًا لترميم عدد من المعابد التي دمرها الآراميون الغزاة والسوتو سابقًا. لا يزال تحديد هويته مع السيبير (سي-بير) الذي ذكره آشور ناصربال الثاني في سجلاته ،باعتباره الذي استولى في وقت سابق على أتليلا (ربما تل بكراوا حالياً)، وهي مدينة تقع على الجانب الشرقي من آشور، ودمرها، غير مؤكدة.

## حياته
عاش سيمبار شيباك في زمنٍ مضطرب، حيث أدى فشل المحاصيل والصراعات شبه المستمرة مع المهاجرين شبه الرحل إلى سقوط حكومة بابل في عهد سلالة إيسن الثانية السابقة. وبصفته جنديًا من المنطقة الجنوبية لبلاد ما بين النهرين، برز ليُعيد الاستقرار إلى البلاد. حكم ثمانية عشر عامًا وفقًا لقائمة الملوك أ، وسبعة عشر عامًا وفقًا لسجل الأسرات الذي يُطلق عليه اسم سيمبار-شيكو، "فارس سيلاند"، ابن إريبا-سين، وهو شخص مجهول، وجنديّ من سلالة داميق-إيليشو، في إشارة محتملة إلى الملك الأخير لسلالة إيسن الأولى، 
لا يُعرف سوى أربع وثائق مكتوبة معاصرة من عهده. إحداها تضم نسختين متأخرتين من نقش ملكي، يُعرف باسم "عرش إنليل" أو "نقش سمبار-شيبك الملكي"، وأخرى صكًا قانونيًا حُرر في السنة الثانية عشرة من حكم الملك، وثالثة خنجرًا منقوشًا في متحف تبريز الأثري بإيران، عُثر عليه على ما يبدو في نهر بإقليم أذربيجان الشرقي، ورابعة رأس سهم منقوش عليه "(ملك) سمبار-شيكو، ابن إريبا-سين"، مما يؤكد اسم والده المذكور في وثيقتين تاريخيتين متأخرتين.
انتهت فترة حكمه نهاية مأساوية عندما اغتيل، على الأرجح على يد خليفته، إيا-موكن-زيري، "بالسيف"، مما أغرق البلاد مرة أخرى في حالة من الفوضى. وقد دُفن في قصر سرجون.